# Sihe, Guangdong
Sihe (kinesiska: 思贺) är en köping i sydöstra Kina. Den ligger i Xinyi i staden Maoming i provinsen Guangdong, omkring 190 kilometer sydväst om provinshuvudstaden Guangzhou. Antalet invånare är 27 191. Befolkningen består av 13 318 kvinnor och 13 873 män. Barn under 15 år utgör 33 %, vuxna 15-64 år 56 %, och äldre över 65 år 9,0 %.